# Germantown (Tennessee)
Germantown – miasto w Stanach Zjednoczonych, w stanie Tennessee, w hrabstwie Shelby.

## Miasta Partnerskie
- Königs Wusterhausen (Niemcy)